# Nannosquilla tobagoensis
Nannosquilla tobagoensis är en kräftdjursart som beskrevs av Marilyn Schotte och Manning 1993. Nannosquilla tobagoensis ingår i släktet Nannosquilla och familjen Nannosquillidae. Inga underarter finns listade i Catalogue of Life.